# Penitella penita
Penitella penita är en musselart som först beskrevs av Conrad 1837.  Penitella penita ingår i släktet Penitella och familjen borrmusslor. Inga underarter finns listade i Catalogue of Life.